# Canton de Braine
Le canton de Braine est une ancienne division administrative française située dans le département de l'Aisne et la région Picardie.

## Géographie
Ce canton a été organisé autour de Braine dans l'arrondissement de Soissons. Son altitude varie de 42 m (Acy) à 208 m (Mont-Saint-Martin) pour une altitude moyenne de 98 m.

## Histoire

### Révolution française

Carte du canton de Braine en 1790.

Le canton est créé le 18 février 1790 sous la Révolution française, avec le nom de canton de Braisne. 
Le canton a compté vingt-deux communes avec Braisne pour chef-lieu au moment de sa création : Augy, Braisne, Branges, Brenelle, Bruys, Cerseuil, Chassemy, Ciry, Courcelles, Couvrelles, Cuiry-Housse, Dhuizel, Jouaignes, Lesges, Lhuys, Limé, Loupeigne, Quincy-sous-le-Mont, Salsogne, Tannières, Vasseny et Vauxtin. Il est une subdivision du district de Soissons qui disparait le 5 Fructidor An III (22 août 1795).
Entre 1790 et 1794, les communes de Ciry et Salsogne fusionnent pour former la commune de Ciry-Salsogne. Le nombre de communes passe de 22 à 21 communes dans le canton.
Lors de la création des arrondissements par la loi du 28 pluviôse an VIII (17 février 1800), le canton de Braisne est rattaché à l'arrondissement de Soissons.

### 1801-2015
L'arrêté du 3 vendémiaire an X (25 septembre 1801) entraine un redécoupage du canton de Braisne qui est conservé et agrandi. Trois communes du canton d'Acy (Acy, Serches et Sermoise) et quatre communes du canton de Vailly (Cys-la-Commune, Presles-et-Boves, Saint-Mard et Viel-Arcy) intègrent le canton. L'ensemble des dix-sept communes du canton de Bazoches (Barbonval, Bazoches, Blanzy-lès-Fismes, Chéry-Chartreuve, Glennes, Longueval, Merval, Mont-Notre-Dame, Mont-Saint-Martin, Paars, Perles, Révillon, Saint-Thibaut, Serval, Vauxcéré, Villers-en-Prayères et Ville-Savoye) sont rattachées au canton de Braisne. Les communes de Branges, de Cuiry-Housse et de Loupeigne sont détachées du canton pour rejoindre celui de Oulchy-le-Château. À la suite de cette recomposition, la composition communale du canton est de 42 communes.
De 1833 à 1848, les cantons de Braine et d'Oulchy-le-Château avaient le même conseiller général. Le nombre de conseillers généraux était limité à 30 par département.
En 1913, la commune de Braisne, chef-lieu du canton, est renommée Braine. Le canton prend également le nom de canton de Braine avec ce changement de dénomination. En 1939, la commune Courcelles change de nom pour Courcelles-sur-Vesles et en 2009, le nom de la commune est rectifié en Courcelles-sur-Vesle. En 1943, Bazoches est renommée Bazoches-sur-Vesles. 
Par arrêté préfectoral du 7 décembre 1970,, les communes de Longueval et de Barbonval fusionnent le 1er janvier 1971 pour former la commune de Longueval-Barbonval. Le nombre de communes dans le canton passe de 42 à 41 communes et sa composition n'a pas évolué jusqu'en mars 2015. Il a été le canton du département avec le plus grand nombre de communes jusqu'à sa disparition.

### Redécoupage de 2015
Un nouveau découpage territorial de l'Aisne entre en vigueur en mars 2015, défini par le décret du 21 février 2014, en application des lois du 17 mai 2013 (loi organique 2013-402 et loi 2013-403),. Les conseillers départementaux sont, à compter de ces élections, élus au scrutin majoritaire binominal mixte. Les électeurs de chaque canton élisent au Conseil départemental, nouvelle appellation du Conseil général, deux membres de sexe différent, qui se présentent en binôme de candidats. Les conseillers départementaux sont élus pour 6 ans au scrutin binominal majoritaire à deux tours, l'accès au second tour nécessitant 10 % des inscrits au 1er tour. En outre la totalité des conseillers départementaux est renouvelée. Ce nouveau mode de scrutin nécessite un redécoupage des cantons dont le nombre est divisé par deux avec arrondi à l'unité impaire supérieure. Dans l'Aisne, le nombre de cantons passe ainsi de 42 à 21. Le canton de Braine ne fait pas partie des cantons conservés du département. 
Le canton disparait lors des élections départementales de mars 2015. L'ensemble des communes est regroupé dans le canton voisin de Fère-en-Tardenois sauf Acy, Serches et Sermoise. Ces trois communes rejoignent le nouveau canton de Soissons-2.

## Administration

### Conseillers généraux de 1833 à 2015
| Période         | Période                   | Identité                                              | Étiquette                    | Qualité |
| --------------- | ------------------------- | ----------------------------------------------------- | ---------------------------- | --- |
| 1833            | 1842                      | Louis Antoine Eugène Letourneur (1804-1865)           |                              | Substitut du Procureur du Roi à Soissons Maire de Braisne |
| 1842            | 1848                      | Alphonse Victor Gabriel Paillet                       | Droite                       | Avocat à la Cour royale de Paris Propriétaire du château de Belleau Député (1846-1848, 1849-1851) |
| 1848            | 1852                      | Augustin Marie Guillaume de Paul de Saint-Marceaux    |                              | Fondateur d'une maison de champagne Ancien maire de Reims (1835-1837, 1839, 1841-1845) Propriétaire à Limé |
| 1852            | 1861                      | Jacques Maurice de Chastenet Marquis de Puységur,     |                              | Ancien colonel de cavalerie Officier d'ordonnance de l'Empereur Napoléon III Propriétaire du château de Buzancy |
| 1861            | 1871                      | Édouard Drouin de Lhuys                               | Bonapartiste                 | Diplomate Député de Seine-et-Marne (1842-1851) Ministre des Affaires Étrangères Sénateur (1852-1856, 1865-1870) Membre du Conseil privé de Napoléon III                                                                                                |
| 1871            | 1873 (décès)              | Auguste Achille Duffié                                |                              | Fabricant de sucre à Braisne |
| 1874            | 1888 (décès)              | Antoine Ringuier                                      | Républicain                  | Propriétaire à Soissons Fabricant de sucre aux Hautes-Rives Député (1881-1888) |
| 1888            | 1909 (décès)              | Georges Pelletier                                     | Rad.                         | Maire de Villers-en-Prayères |
| 1909            | 1922                      | Gaston Cagniard                                       | Rad.                         | Journaliste et publiciste Conseiller municipal de Cys-la-Commune puis de Château-Thierry |
| 1922            | 1941 (démission d'office) | Georges Robineau                                      | Rad.                         | Propriétaire Maire de Braine, conseiller d'arrondissement Révoqué par le Gouvernement de Vichy |
|                 |                           |                                                       |                              | |
| 1945            | 1951 (décès)              | Fernand Schoenenberger (1887-1951)                    | SFIO                         | Industriel, négociant en métaux Maire de Presles-et-Boves puis conseiller municipal de Braine Président du conseil général (1949-1951) |
| 9 décembre 1951 | 1958 (démission)          | Gaston Costeaux                                       | SFIO                         | Négociant, maire de Braine (1953-1959 et 1977-2001) |
| 1958            | 2004                      | Jacques Pelletier (arrière-petit-fils de G.Pelletier) | DVD puis CD puis MDR puis PR | Ancien agriculteur Suppléant du député André Rossi (1958-1967) Sénateur (1966-1978, 1980-1988, 1989 et 1998-2007) Secrétaire d'État (1978-1980) Ministre (1988-1991) Maire de Villers-en-Prayères (1953-2007) Président du conseil général (1964-1979) |
| 2004            | 2015                      | Ernest Templier                                       | DVD puis UDI (PR)            | Agriculteur, maire de Chassemy |

### Conseillers d'arrondissement (de 1833 à 1940)
Le canton de Braine avait deux conseillers d'arrondissement.
| Période                                  | Période | Identité                                    | Étiquette       | Qualité |
| ---------------------------------------- | ------- | ------------------------------------------- | --------------- | --- |
| 1833                                     | 1839    | Pierre Adrien Ferté (1764-1849)             |                 | Juge de paix à Braine, propriétaire cultivateur à Épritel, commune de Couvrelles                            |
| 1833                                     | 1839    | Prince Victor Lebrasseur (1806-1871)        |                 | Maire de Cerseuil                                                                                           |
| 1839                                     | 1848    | Claude Ohier (?-1859)                       |                 | Maire de Braine                                                                                             |
| 1839                                     | 1845    | Ernest Louis Geoffroy de Villeneuve         |                 | Maire de Chéry-Chartreuve                                                                                   |
| 1845                                     | 1848    | Louis Antoine Eugène Letourneur (1804-1865) |                 | Magistrat, propriétaire à Courcelles                                                                        |
|                                          |         |                                             |                 | |
| 1907                                     |         | M. Lansart                                  |                 | |
|                                          |         |                                             |                 | |
| 1919                                     | 1922    | Georges Robineau                            | Radical         | Propriétaire, maire de Braine                                                                               |
| 1919                                     |         | M. Carnet                                   |                 | |
| 1931                                     | 1940    | Raymond-Gustave Genty                       | Union nationale | Maire de Saint-Mard                                                                                         |
| 1931                                     |         | Charles-Albert Barré                        |                 | Maire de Mont-Notre-Dame                                                                                    |
| 1937                                     | 1940    | Léon Vast                                   | PPF             | Agriculteur à Acy                                                                                           |
| 1940                                     |         |                                             |                 | Les conseils d'arrondissement ont été suspendus par la loi du 12 octobre 1940 et n'ont jamais été réactivés |
| Les données manquantes sont à compléter. |         |                                             |                 | |

## Composition
Le canton de Braine a groupé 41 communes et compte 11 759 habitants en 2012.
| Code Insee | Nom                  | Superficie (km2) | Population (hab.) | Densité (hab./km2) |
| ---------- | -------------------- | ---------------- | ----------------- | ------------------ |
| 02110      | Braine (Chef-lieu)   | 11,61            | 2 231             | 192,16             |
| 02003      | Acy                  | 11,67            | 1 001             | 85,78              |
| 02036      | Augy                 | 9,18             | 90                | 9,8                |
| 02054      | Bazoches-sur-Vesles  | 9,49             | 472               | 49,74              |
| 02091      | Blanzy-lès-Fismes    | 5,27             | 98                | 18,6               |
| 02120      | Brenelle             | 4,34             | 196               | 45,16              |
| 02129      | Bruys                | 5,70             | 20                | 3,51               |
| 02152      | Cerseuil             | 4,61             | 92                | 19,96              |
| 02167      | Chassemy             | 10,85            | 827               | 76,22              |
| 02179      | Chéry-Chartreuve     | 13,69            | 338               | 24,69              |
| 02195      | Ciry-Salsogne        | 8,95             | 887               | 99,11              |
| 02224      | Courcelles-sur-Vesle | 8,81             | 365               | 41,43              |
| 02230      | Couvrelles           | 7,50             | 193               | 25,73              |
| 02255      | Cys-la-Commune       | 4,39             | 151               | 34,40              |
| 02263      | Dhuizel              | 6,81             | 116               | 17,03              |
| 02348      | Glennes              | 8,57             | 231               | 26,95              |
| 02393      | Jouaignes            | 7,84             | 155               | 19,77              |
| 02421      | Lesges               | 6,65             | 82                | 12,33              |
| 02427      | Lhuys                | 4,95             | 149               | 30,1               |
| 02432      | Limé                 | 5,55             | 187               | 33,69              |
| 02439      | Longueval-Barbonval  | 8,73             | 491               | 56,24              |
| 02479      | Merval               | 3,36             | 94                | 27,98              |
| 02520      | Mont-Notre-Dame      | 9,96             | 716               | 71,89              |
| 02523      | Mont-Saint-Martin    | 5,81             | 85                | 14,63              |
| 02581      | Paars                | 5,15             | 297               | 57,67              |
| 02597      | Perles               | 3,70             | 80                | 21,62              |
| 02620      | Presles-et-Boves     | 9,61             | 369               | 38,4               |
| 02633      | Quincy-sous-le-Mont  | 5,04             | 65                | 12,9               |
| 02646      | Révillon             | 2,24             | 72                | 32,14              |
| 02682      | Saint-Mard           | 4,69             | 107               | 22,81              |
| 02695      | Saint-Thibaut        | 4,13             | 62                | 15,01              |
| 02711      | Serches              | 9,10             | 319               | 35,05              |
| 02714      | Sermoise             | 5,51             | 339               | 61,52              |
| 02715      | Serval               | 2,14             | 49                | 22,9               |
| 02735      | Tannières            | 2,55             | 14                | 5,49               |
| 02763      | Vasseny              | 3,18             | 206               | 64,78              |
| 02771      | Vauxcéré             | 5,80             | 93                | 16,03              |
| 02773      | Vauxtin              | 2,27             | 49                | 21,59              |
| 02797      | Viel-Arcy            | 6,59             | 178               | 27,01              |
| 02811      | Villers-en-Prayères  | 5,74             | 131               | 22,82              |
| 02817      | Ville-Savoye         | 2,64             | 62                | 23,48              |

## Démographie
| 1962  | 1968  | 1975  | 1982  | 1990  | 1999   | 2006   | 2007   | 2008   |
| ----- | ----- | ----- | ----- | ----- | ------ | ------ | ------ | ------ |
| 9 644 | 9 727 | 9 445 | 9 338 | 9 873 | 10 228 | 10 909 | 11 017 | 11 116 |

| 2009   | 2010   | 2011   | 2012   | - | - | - | - | - |
| ------ | ------ | ------ | ------ | - | - | - | - | - |
| 11 291 | 11 469 | 11 636 | 11 759 | - | - | - | - | - |